# The George Family
The George Family war eine US-amerikanische Country-Gruppe, die in den 1950er Jahren regelmäßig im Radio zu hören war.

## Biographie
Vater Manunay George leitete die George Family. Er war vorher Disc Jockey in Clovis, New Mexico. Seine Frau Evelyn spielte Gitarre und sang, wie ihre Tochter Carmelita, die Klavier spielte und sang. Ab 1957 waren sie regelmäßig auf dem Radiosender KCLU zu hören. Sie nahmen sogar eine Platte auf, die die Titel Blue Christmas auf der A-Seite und White Christmas auf der B-Seite enthielt. Weitere Erfolge blieben der George Family jedoch versagt.

## Diskographie
- Blue Christmas/White Christmas